# Dina (Gobo)
Pour les articles homonymes, voir Dina.
Dina est un village de la région de l'Extrême-Nord (Cameroun), département du Mayo-Danay et arrondissement de Gobo.

## Localisation
Dina est situé à 10.05 d'altitude et 15.47 de longitude.